# Angelo Secchi
Pour les articles homonymes, voir Secchi.
Pietro Angelo Secchi, né le 28 juin 1818 à Reggio d'Émilie (États pontificaux) et mort le 26 février 1878 à Rome (Royaume d'Italie), est un prêtre jésuite italien. Brillant astronome, il est reconnu comme étant un des pionniers de la spectroscopie.

## Brève biographie
Secchi naît à Reggio d'Émilie et entre dans la compagnie de Jésus à 16 ans en 1833. Il est ordonné prêtre le 12 septembre 1847.
Lors de la révolution italienne de 1848 les jésuites doivent quitter Rome. Secchi passe par Paris en route pour l'Angleterre et les États-Unis où il devient professeur de physique. Aux États-Unis, il rencontre Matthew Fontaine Maury. Sous son influence il s'oriente vers la météorologie. L'expédition de Rome en 1849 met fin aux troubles révolutionnaires et permet le retour des jésuites en Italie. En 1850 il prend la direction de l'observatoire du Vatican. Il fait construire un nouvel observatoire sur le toit de l'église Saint-Ignace à Rome.

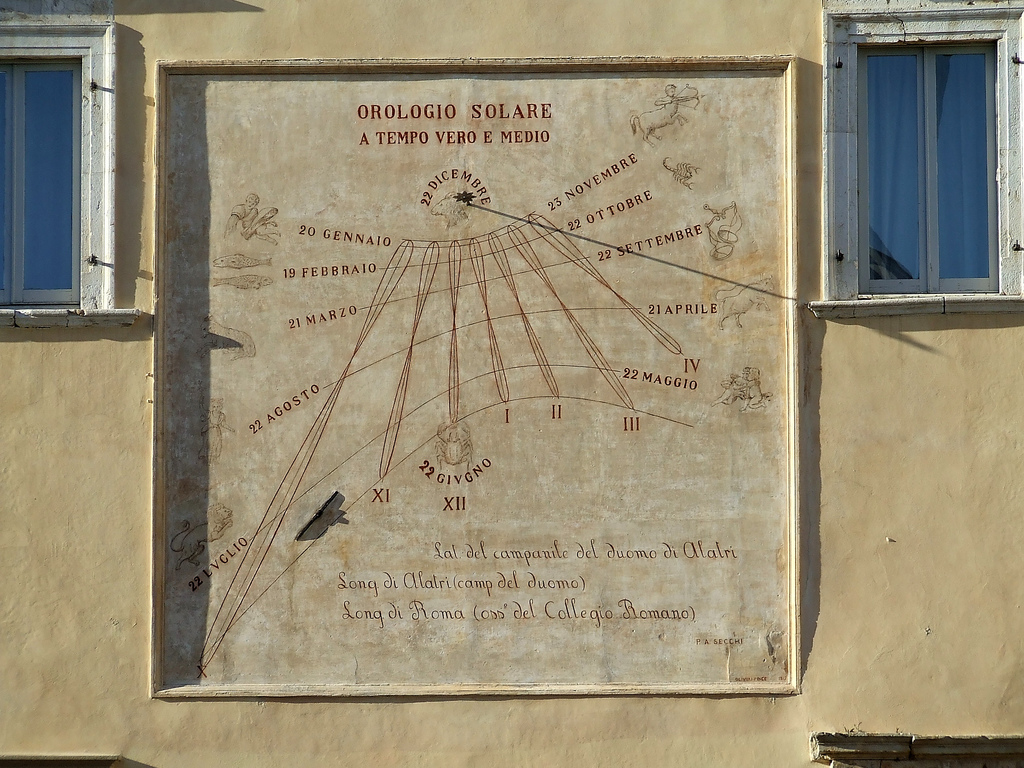
Cadran solaire de Secchi à Alatri, Italie

Secchi meurt à Rome en 1878.

## Recherches

### Astronomie et astrophysique
Son premier travail significatif est une révision du catalogue d'étoiles doubles de Friedrich Georg Wilhelm von Struve. Il publie un catalogue de plus de 10 000 étoiles en 1859. Durant la même période il étudie Jupiter, Saturne et Mars ; une des cartes de Mars qu'il établit comporte la mention "canale atlantico" (ultérieurement rebaptisé  Syrtis Major par Giovanni Schiaparelli) qui est la première utilisation du terme canal pour décrire une caractéristique de Mars ; mais ce n'est pas lui qui est à l'origine des canaux martiens que Giovanni Schiaparelli croira découvrir en 1877. Il établit aussi une carte détaillée du cratère Copernic. Ses travaux sur les planètes sont inclus dans Il quadro fisico del sistema solare secondo le piu recenti osservazioni, publié en 1859.
Mais c'est dans le domaine de l'astrophysique que son travail (en particulier ses études du Soleil) est le plus remarqué. Pendant une expédition en Espagne pour étudier l'éclipse du 18 juillet 1860, les photographies prises permettent d'établir que la couronne solaire et les protubérances s'élevant au-dessus de la chromosphère sont bien des caractéristiques du Soleil et non des illusions d'optiques ou des montagnes lunaires éclairées. Secchi publie en français Le Soleil : exposé des principales découvertes modernes en 1870, (deuxième édition, revue et augmentée, Gauthier-Villars, Paris,1875), état de l'art de l'étude du Soleil à l'époque. Secchi est le découvreur des spicules.
Ses études spectroscopiques de 4 000 étoiles lui permettent d'établir une des premières classifications basées sur leur spectre. Secchi distingue trois classes d'étoiles dont les représentants sont Alpha Lyrae (Véga), Alpha Herculis et Alpha Bootis (Arcturus). Il donne notamment le nom La superba à l'étoile Y Canum Venaticorum. En 1879, il publie Les Étoiles : essai d'astronomie sidérale (2 vol., Paris, Germer Baillière, Bibliothèque scientifique internationale).

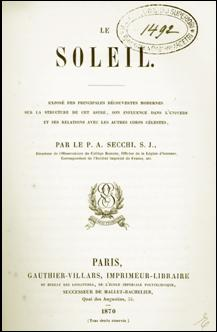
Édition française de son livre sur le soleil

### Physique
Le travail le plus connu de Secchi dans ce domaine est L'Unità delle forze fisiche : saggio di filosofia naturale — L'unité des forces physiques, publié à Rome en 1864, dans lequel il tente de dériver tous les phénomènes naturels de l'énergie cinétique. La seconde édition en deux volumes en 1878 est traduite en français, anglais, allemand et russe. Influencé par sa foi, il fait remonter les causes premières à Dieu et à un acte de création divine.

### Météorologie

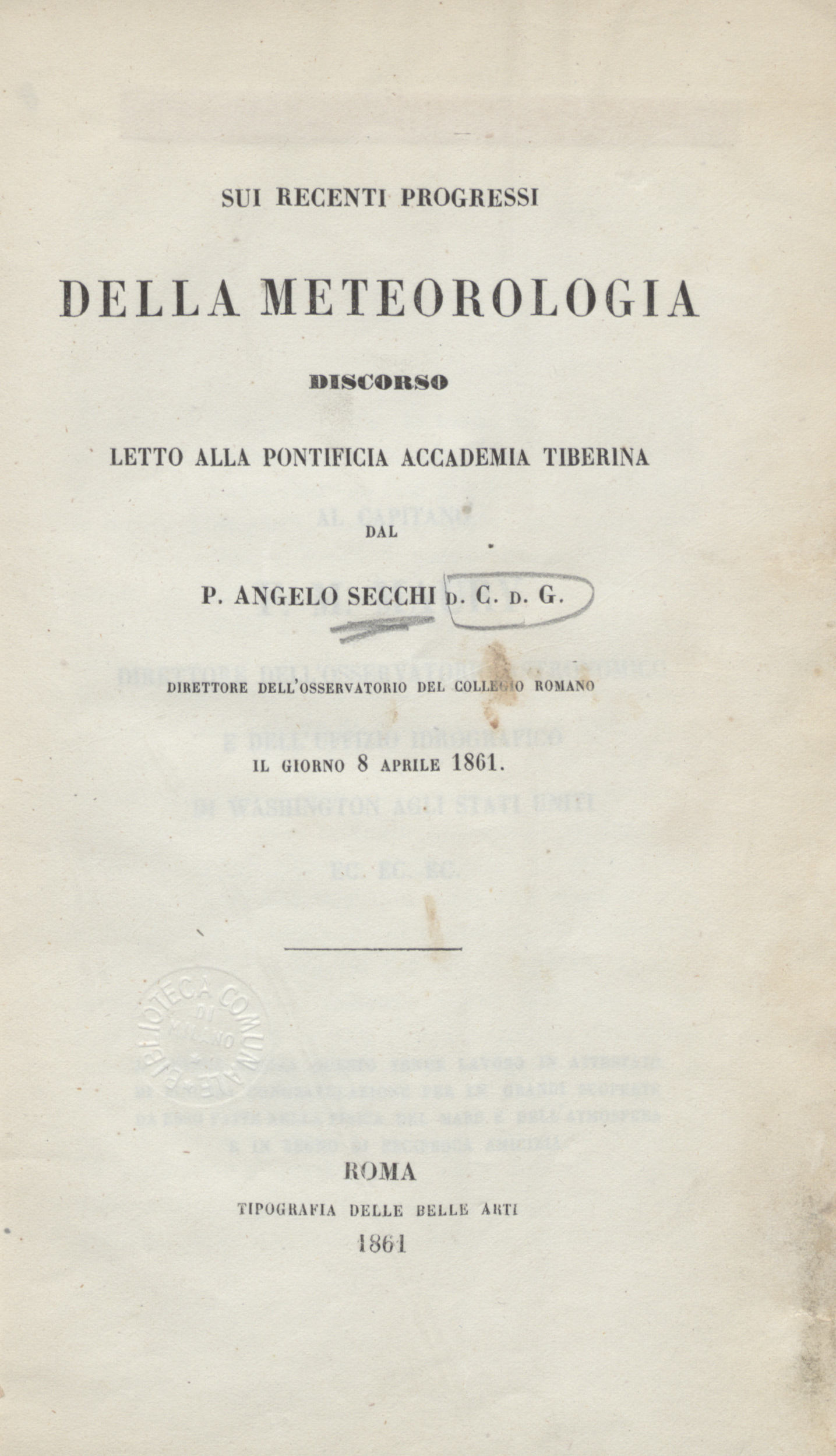
Sui recenti progressi della meteorologia (1861)

Secchi dans ce domaine est un disciple de Matthew Fontaine Maury. Il étudie les aurores boréales, l'origine de la grêle, les effets de la foudre. On doit à Secchi l'installation du premier observatoire magnétique en Italie. 
Mais c'est surtout pour l'invention du météographe qu'il est connu - dans ce domaine : une machine,, enregistrant nuit et jour les courbes de température, de pression atmosphérique, de précipitation (quantité de pluie, heures), de force du vent et d’humidité relative de l'air,,.
Le prix élevé de l'appareil (18000 francs or) a réduit la diffusion de cet engin électromécanique révolutionnaire (dérivé au départ du baromètre à balance de Samuel Moreland (1625-1695)).

### Océanographie
Secchi a laissé son nom à un instrument de mesure de la transparence de l'eau, très simple d'utilisation, encore employé en océanographie : le disque de Secchi.

## Honneurs
- Secchi est membre, entre autres, de la Royal Society, de la Royal Astronomical Society et de l'Académie des sciences de France.

## Éponymies
- Secchi, cratère lunaire de 22 km de diamètre.
- « Rimae Secchi », crevasse lunaire de 35 km (proche du cratère).
- Montes Secchi, monts lunaires.
- cratère Secchi sur Mars (en) de 234 km de diamètre.
- (4705) Secchi, astéroïde.
- (306) Unitas, astéroïde nommé entre autres, en l'honneur de son livre Unità delle forze fisiche.
- disque de Secchi, un appareil de mesure de la transparence de l'eau.